# 兵藤遥陽
兵藤 遥陽（ひょうどう はるひ、1997年2月18日 - ）は、フリーアナウンサー。元北陸放送 （MRO）アナウンサー。

## 来歴・人物
NTBに所属し、2019年4月より同社から派遣される形で岐阜放送の契約アナウンサーとなる。2020年4月より北陸放送へ入社。
2021年1月4日より夕方ニュース番組『レオスタ』のメインキャスターに就任。
大学時代の4年間、ナゴヤドームでビールの売り子のアルバイトをしていた。野球好きで中日ドラゴンズのファンである。
岐阜放送時代に先輩アナウンサーらからダジャレの特訓を受けた。
2025年3月31日付で北陸放送を退職。尚、退職後も石川県を拠点に活動を展開することを表明している。

## 過去の担当番組

### 岐阜放送時代
- 柳ケ瀬あい愛ミュージック[2]
- NEWSぎふチャン
- ぎふサテ!

### 北陸放送時代
- 兵藤遥陽の5時までGOGO
- THE TIME,
- レオスタ メインキャスター
- Twin Wave
- Attaメインキャスター ＜月〜金＞（2023年4月3日 - 2025年3月26日）
- MROニュース
- 歌のない歌謡曲